# Caso Fariña
El caso Fariña fue un episodio de la dictadura militar de Augusto Pinochet en Chile. Se inició el 13 de octubre de 1973, cuando un contingente integrado por dos carabineros, cuatro militares y dos civiles, detuvo, secuestró y desapareció al niño de 13 años Carlos Patricio Fariña Oyarce quien pasó a ser la víctima más joven dentro de la lista de los 79 menores de edad asesinados por razones políticas por la dictadura militar.

## Secuestro
En octubre de 1973 Carlos Fariña era un estudiante de Educación Básica. Fue detenido en su domicilio, el 13 de octubre de 1973 a las diez de la mañana, en el contexto de un allanamiento en la población La Pincoya en Huechuraba, por un contingente integrado por dos carabineros, cuatro militares y dos civiles. Fue llevado hasta una cancha de fútbol de la población como usualmente se hace en los allanamientos, donde se reunía a todos los detenidos y tras determinar identidades se seleccionaban quienes eran liberados y quienes llevados a otros recintos. Fariña Oyarce, quien tenía un conflicto vecinal por un arma de fuego que había manipulado días antes resultando un menor herido, fue sacado en un camión militar y actualmente se sabe que fue con destino al Regimiento de Infantería N° 3 "Yungay" de San Felipe, el cual se encontraba acantonado en el edificio del Internado Nacional Barros Arana en la "Quinta Normal" en ese momento. Luego su destino fue desconocido hasta el año 2000.

## Asesinato
El oficial Enrique Erasmo Sandoval Arancibia, alias “Pete el Negro”, ordenó a sus soldados que pusieran al niño de espalda, y con su pistola Steier le dio cuatro tiros en la cabeza. Luego, rociaron el cuerpo con combustible y lo quemaron. Cavaron rápidamente una sepultura clandestina de unos 60 centímetros en un sitio eriazo en Avenida Américo Vespucio con Avenida San Pablo, cercano al aeropuerto Pudahuel. El 30 de julio de 2000, unos obreros que efectuaban trabajos de construcción localizaron sus osamentas.

## Caso judicial
El ministro de fuero Jorge Zepeda emitió en mayo de 2006 una sentencia sobre el mayor (r) Donato López Almarza, comandante del Regimiento Yungay N° 3 en esa época, acusado en calidad de autor de los delitos de secuestro y homicidio calificado tanto de Carlos Fariña como otros dos menores de edad: Víctor Vidal Tejeda y Héctor Araya Garrido, también asesinados en circunstancias similares. Además condenó al oficial (r) del mismo regimiento Enrique Sandoval Arancibia, como autor del asesinato del menor Carlos Fariña. 
Sandoval se desempeñaba en 2006 como jefe de seguridad de la Municipalidad de Providencia, dirigida por el exmilitar y oficial de la DINA Cristián Labbé, lo que le significó cuestionamientos de carácter político a dicho edil.